# Claude-Joseph Girault
Claude-Joseph Girault, né le 29 octobre 1736 à Paris, mort le 27 avril 1828 dans la même ville, est un administrateur, un diplomate et un homme politique français.

## Biographie
Après une mission secrète en Pologne de 1767 à 1769, il est nommé secrétaire de légation auprès M. Durand, ministre plénipotentiaire de France, qu'il suit à Vienne (1770-1773) et à Saint-Pétersbourg (1773-1775), puis auprès de M. d'Usson, ambassadeur en Suède (1775-1778),.
De retour en France, il sert comme commissaire de la marine à Auvillars puis sous-chef de l'administration civile de la marine à Dinan (1785), dont il est maire en 1791. Le 9 septembre 1792, il est élu, le 6e sur 8 avec 269 voix sur 495 votants, député des côtes-du-Nord à la Convention nationale, où il siège à droite.
Le 9 novembre 1792, il intervient pour affirmer que l'Assemblée n'a ni le droit ni la faculté d'instruire le procès de Louis XVI. Puis, lors du jugement, il vote en faveur de la détention.
Le 6 juin, il fait partie des « 73 » qui protestent contre les journées du 31 mai et du 2 juin 1793. Décrété d'arrestation le 3 octobre, il est réintégéré dans la Convention le 18 frimaire an III (8 décembre 1794).
Le 4 brumaire an IV (26 octobre 1795), il est choisi par ses collègues pour siéger au Conseil des Anciens, conformément au décret des deux tiers. Il en sort le 20 mai 1797 et est nommé par le Directoire, le 5 ventôse an VI (23 février 1798), agent commercial à Rotterdam, puis, le 16 nivôse an VIII (6 janvier 1800), vice-commissaire de la marine et du commerce dans cette ville.

## Source principale
- « Claude-Joseph Girault », dans Adolphe Robert et Gaston Cougny, Dictionnaire des parlementaires français, Edgar Bourloton, 1889-1891 [détail de l’édition], tome 3, p. 183